# Eparchia Oradea Mare
Eparchia Oradea Mare – eparchia Rumuńskiego Kościoła Greckokatolickiego. Powstała w 1853. Obecnym ordynariuszem jest biskup Virgil Bercea (od 1997).

## Biskupi diecezjalni
- Moise Drágoș † (1777–1787)
- Ignațiu Darabant, OSBM † (1789–1805)
- Samuil Vulcan † (1806–1839)
  - Sede vacante (1839-1843)
- Vasile Erdely † (1843–1862)
- Iosif Pop-Silaghi † (1863–1873)
- Ioan Olteanu † (1873–1877)
- Mihail Pavel † (1879–1902)
- Demetriu Radu † (1903–1920)
- Valeriu Traian Frențiu † (1922–1952)
  - Iuliu Hirțea † (1952–1978)
  - Sede vacante (1978-1990)
- Vasile Hossu † (1990–1997)
- Virgil Bercea, od 1997